# Matzor
Matzor é um filme de drama israelita de 1969 dirigido e escrito por Gilberto Tofano. Foi selecionado como representante de Israel à edição do Oscar 1970, organizada pela Academia de Artes e Ciências Cinematográficas.

## Elenco
- Eran Agmon
- Gila Almagor - Tamar
- Yael Aviv
- Dahn Ben Amotz
- Yehoram Gaon - Eli
- Omna Goldstein
- Anni Grian
- Micha Kagan
- Raviv Oren
- Amir Orion
- Baruch Sadeh
- Uri Sharoni